# Ossiannilssonola berenice
Ossiannilssonola berenice är en insektsart som först beskrevs av Mcatee 1926.  Ossiannilssonola berenice ingår i släktet Ossiannilssonola och familjen dvärgstritar. Inga underarter finns listade i Catalogue of Life.